# Aulacomnium acuminatum
Aulacomnium acuminatum är en bladmossart som beskrevs av Kindberg 1891. Aulacomnium acuminatum ingår i släktet räffelmossor, och familjen Aulacomniaceae. Inga underarter finns listade i Catalogue of Life.